# Beau tiene miedo
Beau tiene miedo (título original en inglés: Beau Is Afraid) es una película de terror y tragicomedia negra surrealista estadounidense de 2023 escrita, dirigida y coproducida por Ari Aster. La película está protagonizada por Joaquin Phoenix como el personaje principal, Beau Wassermann, un hombre apacible pero dominado por la paranoia que se embarca en una odisea surrealista para llegar a casa con su madre, enfrentándose a sus mayores miedos en el camino. La película incluye un elenco de apoyo de Patti LuPone, Amy Ryan, Nathan Lane, Kylie Rogers, Parker Posey, Stephen McKinley Henderson, Hayley Squires, Michael Gandolfini, Zoe Lister-Jones y Richard Kind.
Beau Is Afraid fue coproducida y distribuida por A24 y se estrenó en el Alamo Drafthouse Cinema el 1 de abril de 2023. Comenzó con un estreno en cines limitado en los Estados Unidos el 14 de abril de 2023, antes de un estreno amplio la semana siguiente. La película recibió reseñas generalmente favorables de los críticos.

## Reparto
- Joaquin Phoenix como Beau Wassermann
  - Armen Nahapetian como joven Beau
- Patti LuPone como Mona Wassermann
  - Zoe Lister-Jones como joven Mona
- Nathan Lane como Roger
- Amy Ryan como Grace
- Kylie Rogers como Toni
- Denis Ménochet como Jeeves
- Parker Posey como Elaine Bray
  - Julia Antonelli como joven Elaine
- Stephen McKinley Henderson como el terapeuta
- Richard Kind como Dr. Cohen
- Hayley Squires como Penelope
- Julian Richings como Strange Man
- Michael Gandolfini, Théodore Pellerin y Mike Taylor como los hijos de Beau
- Bill Hader como UPS Guy

## Producción
Ari Aster había estado desarrollando la película durante algún tiempo, con un cortometraje de 2011 titulado Beau, que luego serviría como base para una secuencia en el largometraje, y un borrador del guion de 2014 que circuló en Internet. Aster ha descrito la película de muchas maneras, incluso inicialmente como una "comedia de pesadilla", "un señor de los anillos judío, pero [Beau] simplemente va a la casa de su madre", y como "si presionas a un niño de diez años, lleno de Zoloft, y le haces ir a hacerte la compra".
En febrero de 2021, A24 anunció la película, entonces titulada Disappointment Blvd., con Joaquin Phoenix seleccionado para protagonizar el papel principal. El elenco de la película se anunció en junio y julio. El coprotagonista Stephen McKinley Henderson describió a Aster y Phoenix como "tan simpáticos... su forma de trabajar juntos era como si fueran viejos amigos. Podrían enfadarse y reconciliarse en cuestión de segundos, al parecer. Pero el trabajo siempre fue mejor por ello.” Durante una sesión de preguntas y respuestas el 1 de abril de 2023 con la actriz Emma Stone, Aster contó un incidente en el que, durante el rodaje de una escena "muy intensa" que involucraba a la coprotagonista de Phoenix, Patti LuPone, Phoenix colapsó repentinamente y perdió el conocimiento como resultado de la intensidad física de sus acrobacias, que incluían romper cristales. Inicialmente molesto porque "fue una muy buena toma", Aster se dio cuenta de que era serio ya que "[Phoenix] estaba dejando que la gente lo tocara y la gente lo atendía y él lo estaba permitiendo".
La fotografía principal comenzó el 28 de junio de 2021 y concluyó en octubre. La película se rodó en el centro de Montreal y Saint-Bruno-de-Montarville, un suburbio fuera de la isla de Montreal en Quebec, con el director de fotografía Pawel Pogorzelski y la diseñadora de producción Fiona Crombie . La animación de la película estuvo a cargo de Cristóbal León y Joaquín Cociña, quienes fueron elegidos personalmente por Aster para su trabajo en la película de stop-motion de 2018 The Wolf House. Con un presupuesto de 35 millones de dólares, Beau Is Afraid es la película más cara de A24.

## Estreno
Beau Is Afraid fue estrenada en cines en los Estados Unidos por A24 el 21 de abril de 2023, luego de un retraso con respecto a su programación original de 2022. La película tuvo su estreno con una sesión de preguntas y respuestas moderada por Emma Stone en el Alamo Drafthouse Cinema en Brooklyn, Nueva York, como parte de un evento del Día de las bromas, ya que la audiencia que asistía originalmente estaba programada para ver una versión del director de la película de Aster de 2019, Midsommar. Se estrenó una semana antes, el 14 de abril, en cines IMAX seleccionados en Los Ángeles y Nueva York, antes de estrenarse de forma general, así como en cines IMAX seleccionados de América del Norte, el 21 de abril. Otros eventos de preguntas y respuestas fueron moderados por Martin Scorsese, Rachel Sennott y Nathan Fielder.

## Recepción

### Crítica
Beau tiene miedo recibió reseñas generalmente positivas de parte de la crítica y de la audiencia. En el sitio web agregador de reseñas Rotten Tomatoes, la película posee una aprobación de 67%, basada en 261 reseñas, con una calificación de 6.8/10 y un consenso crítico que dice "Beau Is Afraid está sobrecargada hasta el punto de borrar la línea entre la autoflagelación y la autocomplacencia, pero la valentía de Ari Aster y el puro compromiso de Joaquin Phoenix le dan a esta odisea neurótica un poder innegable". De parte de la audiencia tiene una aprobación de 62%, basada en más de 1000 votos, con una calificación de 3.4/5.
El sitio web Metacritic le dio a la película una puntuación de 63 de 100, basada en 51 reseñas, indicando "reseñas generalmente favorables".  En el sitio IMDb los usuarios le asignaron una calificación de 6.8/10, sobre la base de más de más de 49 000 votos. En la página web FilmAffinity la película tiene una calificación de 6.2/10, basada en 2578 votos.

### Premios y nominaciones
| Premio                                              | Fecha               | Categoría                       | Nominado            | Resultado | Ref.   |
| --------------------------------------------------- | ------------------- | ------------------------------- | ------------------- | --------- | ------ |
| Golden Trailer Awards                               | 29 de junio de 2023 | Tráiler más original            | "Beyond" (AV Squad) | Nominado  | [ 26 ] |
| Golden Trailer Awards                               | 29 de junio de 2023 | Mejor cartel de drama           | "Payoff" (AV Print) | Nominado  | [ 26 ] |
| Hollywood Critics Association Midseason Film Awards | 30 de junio de 2023 | Mejor actor                     | Joaquin Phoenix     | Nominado  | [ 27 ] |
| Hollywood Critics Association Midseason Film Awards | 30 de junio de 2023 | Mejor actriz de reparto         | Patti LuPone        | Nominada  | [ 27 ] |
| Premios Globo de Oro                                | 7 de enero de 2024  | Mejor actor - Comedia o musical | Joaquin Phoenix     | Nominado  | [ 28 ] |